# Паричяк
Паричяк (словен. Paričjak) — поселення в общині Раденці, Помурський регіон, Словенія. Висота над рівнем моря: 249,9 м.